# James Philemon Holcombe

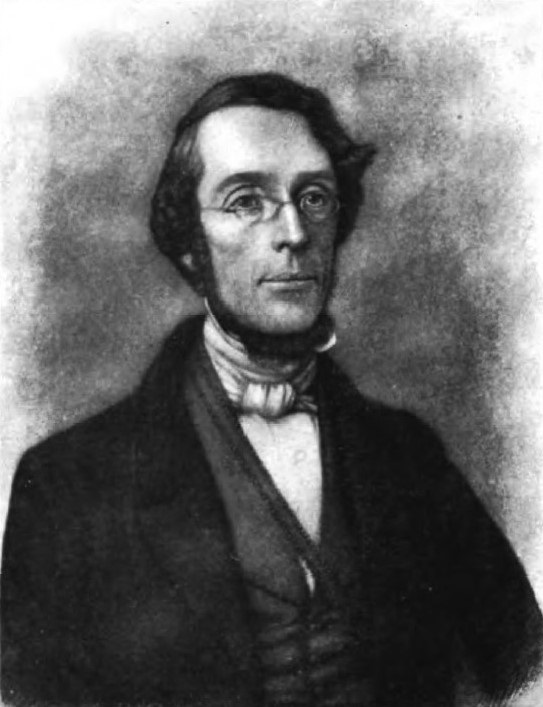
James P. Holcombe 1904

James Philemon Holcombe (* 20. oder 25. September 1820 in Lynchburg, Virginia; † 22. August 1873 in Capon Springs, West Virginia) war ein US-amerikanischer Jurist, Lehrer und Politiker. Er war ein eloquenter Redner und angesehener Schriftsteller.

## Familie
Am 4. November 1841 heiratete er Anne Selden Watts (1820–1888), Tochter von Elizabeth Breckinridge und Edward Watts. Das Paar bekam mindestens sechs Kinder: William J., Elizabeth, Letitia, Alice W., Edward W. und Cary B.

## Werke (Auszug)
- 1847: Leading Cases on Commercial Law
- 1848: Digest of the Decisions of the United States Supreme Court
- 1848: Merchants' Book of Reference
- 1868: Literature and Letters